# 平腹小蜂
平腹小蜂（学名：Anastatus formosanus），又名凹胸小蜂，是旋小蜂科平腹小蜂屬的一種卵寄生蜂，由美國昆蟲學家詹姆斯·張伯倫·克勞佛於1913年發表描述，分布於臺灣與中國大陸廣東、雲南與海南等地。
本種體長約0.3–0.5公分，外型類似螞蟻，會將將卵產於農業害蟲荔枝椿象等宿主的卵中而殺死後者，因此可在荔枝椿象的產卵期（3月–5月）施放平腹小蜂以用於生物防治，平時則可以蓖麻蠶的卵讓其寄生來進行養殖。台大農場有将平腹小蜂的卵制成卵卡發送給農民投放以防治荔枝椿象。

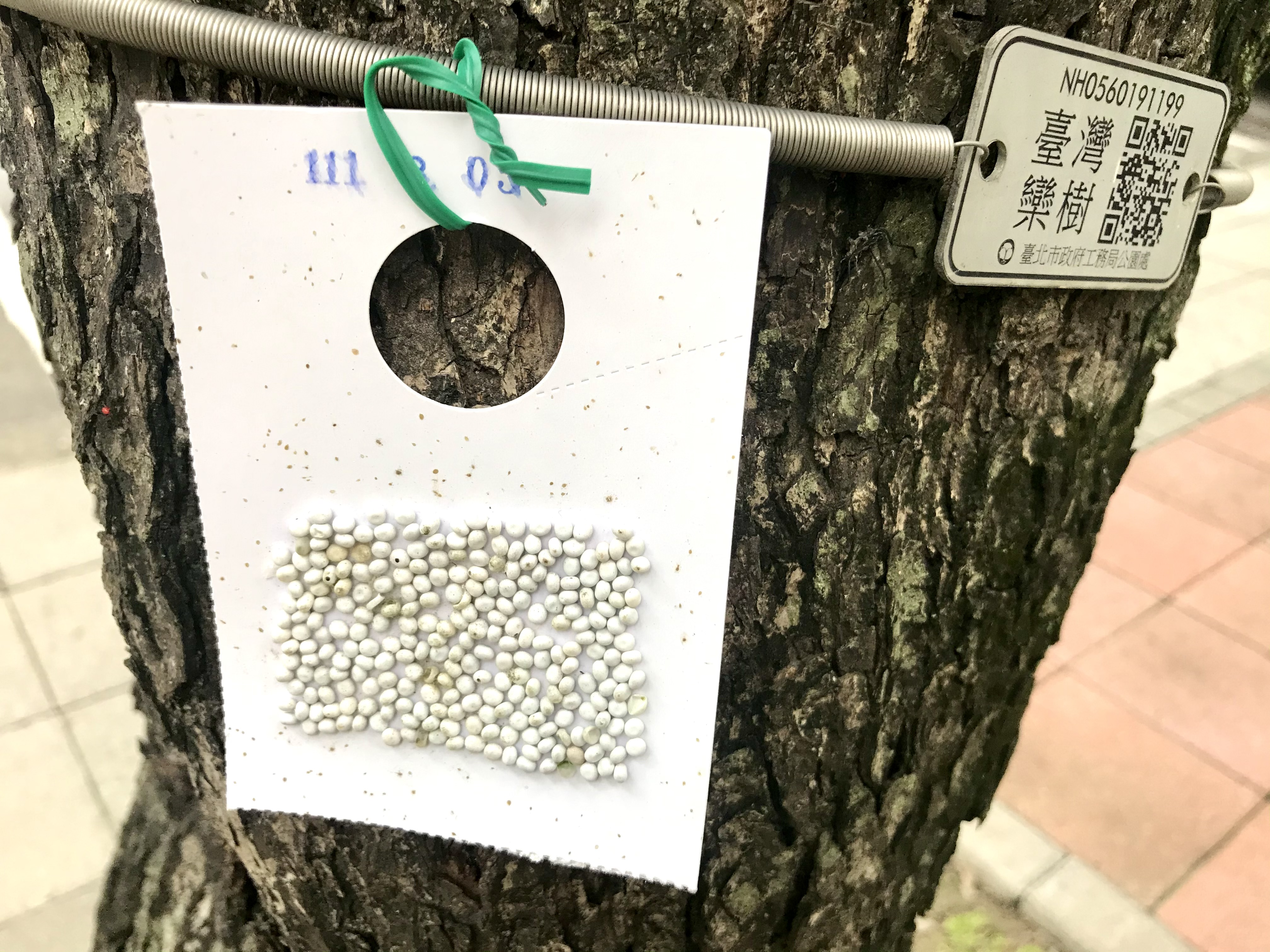
平腹小蜂卵蜂卡

其种加词“formosanus”意为“台湾的”。